# AC Libertas
AC Libertas (Associazione Calcio Libertas) je sanmarinský fotbalový klub z obce Borgo Maggiore založený v roce 1928. Je to nejstarší klub v San Marinu.

## Úspěchy
- Campionato Sammarinese di Calcio (sanmarinská fotbalová liga)
  - 1× vítěz (1995/96)[1]
- Campeonato di Calcio Sammarinese (předchůdce sanmarinského fotbalového poháru)
  - 6× vítěz (1937, 1950, 1954, 1958, 1959, 1961)[2]
- Coppa Titano (sanmarinský fotbalový pohár)
  - 5× vítěz (1987, 1989, 1991, 2006, 2014)[2]
- Trofeo Federale (sanmarinský Superpohár do roku 2011)
  - 3× vítěz (1989, 1992, 1996)[2]
- Super Coppa Sammarinese (sanmarinský Superpohár od roku 2012)
  - 1× vítěz (2014)[2]